# Medardas Stankevičius
Medardas Stankevičius (* 23. Februar 2000) ist ein litauischer Tischtennisspieler. Er nahm an bisher (2020) drei Europameisterschaften und vier Weltmeisterschaften teil. Der Litauer ist Rechtshänder und verwendet als Griff die europäische Shakehand-Schlägerhaltung.

## Werdegang
Der Litauer begann im Alter von sechs Jahren mit dem Tischtennissport. Internationalen Boden betrat er mit gerade einmal 10 Jahren als er an den Swedish Junior & Cadet Open teilnahm. Durch gute Leistungen wurde er für die Weltmeisterschaft 2015 nominiert, schied in allen drei Wettbewerben jedoch früh aus. Weitere Auftritte hatte er 2017 unter anderem bei der Europameisterschaft, wo er mit der Mannschaft auf Rang 24 kam. Bei den Polish Open erreichte er mit Andrei Putuntica die Runde der letzten 32. 2018 war er seltener zu sehen, vertrat sein Land aber bei den Europaspielen 2019.
Von 2017 bis 2020 spielte er beim TV Leiselheim und verhalf dessen Herrenmannschaft in der Saison der Saison 2018/19 zum Aufstieg in die 2. Bundesliga.

## Turnierergebnisse
| Verband | Veranstaltung       | Jahr | Ort            | Land | Einzel     | Doppel     | Mixed      | Team |
| ------- | ------------------- | ---- | -------------- | ---- | ---------- | ---------- | ---------- | ---- |
| LTU     | Europaspiele        | 2019 | Minsk          | BLR  | letzte 64  |            |            |      |
| LTU     | Europameisterschaft | 2019 | Nantes         | FRA  |            |            |            | 26   |
| LTU     | Europameisterschaft | 2018 | Alicante       | ESP  | Qual.      | letzte 64  |            |      |
| LTU     | Europameisterschaft | 2017 | Luxemburg      | LUX  |            |            |            | 24   |
| LTU     | Europaspiele        | 2019 | Minsk          | BLR  | letzte 64  |            |            |      |
| LTU     | Challenge Series    | 2019 | Zagreb         | HRV  | Qual.      | letzte 32  |            |      |
| LTU     | Challenge Series    | 2017 | Częstochowa    | POL  | Qual.      | letzte 32  |            |      |
| LTU     | World Tour          | 2019 | Panagjurischte | BUL  | letzte 128 |            |            |      |
| LTU     | World Tour          | 2017 | Budapest       | HUN  | Qual.      |            |            |      |
| LTU     | Weltmeisterschaft   | 2019 | Budapest       | HUN  | Qual.      |            | letzte 128 |      |
| LTU     | Weltmeisterschaft   | 2017 | Düsseldorf     | GER  | Qual.      |            | letzte 128 |      |
| LTU     | Weltmeisterschaft   | 2016 | Kuala Lumpur   | MAS  |            |            |            | 49   |
| LTU     | Weltmeisterschaft   | 2015 | Suzhou         | CHN  | Qual.      | letzte 128 | letzte 128 |      |